# André de Nesmond
Pour les articles homonymes, voir De Nesmond.
André de Nesmond, né le 17 novembre 1641 à Bordeaux (France) et décédé le 11 juin 1702 à La Havane (Cuba), est un officier de marine français du XVIIe siècle. Il prend part aux principaux conflits du XVIIe siècle opposant le royaume de France à ses voisins européens sur les mers, guerre de Hollande, de la Ligue d'Augsbourg et de Succession d'Espagne. Il termine sa carrière au grade de lieutenant général des armées navales et commandeur de l'ordre royal et militaire de Saint-Louis.

## Biographie

### Origines et jeunesse
André de Nesmond est issu de la famille de Nesmond, « une longue lignée de parcheminiers devenus échevins d'Angoulême ». Le premier Nesmond est vendeur de sabots à Angoulème. À défaut d'ancienneté dans la noblesse il faut faire preuve de fantaisie « À l’instar d'un Colbert [...] les Nesmond se rattachèrent à de prétendus d'Esmond, descendant eux-mêmes des Hamilton, noble anglais du XIe siècle ». Cette famille — établie à Bordeaux et dans l'Angoumois — donne plusieurs présidents au Parlement de Bordeaux et un Premier président du Parlement de Paris. Il est le fils de Henri de Nesmond, seigneur de Maillou (v.1600-1687) et de Marie de Tarneau de cette union naissent six enfants dont :
- Pierre de Nesmond, président au requêtes du Palais à Bordeaux
- André de Nesmond
- Henri de Nesmond (1655-1727), homme d’Église, il sera archevêque d'Albi et de Toulouse

### Carrière militaire
Le 31 mai 1658, alors qu'il est âgé de 17 ans, il est présenté dans l'ordre de Saint-Jean de Jérusalem, grâce à de faux titres de noblesse mais pour pouvoir se marier, il ne présentera pas ses vœux.
En 1662, il entre dans la Marine royale. Le 15 novembre 1662, il est promu lieutenant de vaisseau avec un traitement annuel de 1 000 livres. L'année suivante, alors qu'il faisait route vers Lisbonne à bord de L'Infante, il est blessé au combat contre trois navires corsaires barbaresques (algériens). Il est le 29 avril 1666 de l'escadre du Levant, comme second sur le Saint Louis (56 canons, 400 hommes d'équipage et 50 soldats du régiment de la marine, sans compter les officiers) commandé par le chef d'escadre Pierre de Certaines de Fricambault. Promu capitaine de vaisseau à Rochefort le 1er janvier 1667, il commande le Palmier la même année, puis se bat sous les ordres du duc de Beaufort lors de siège de Candie en 1669.

#### Guerre de Hollande (1672-1678)

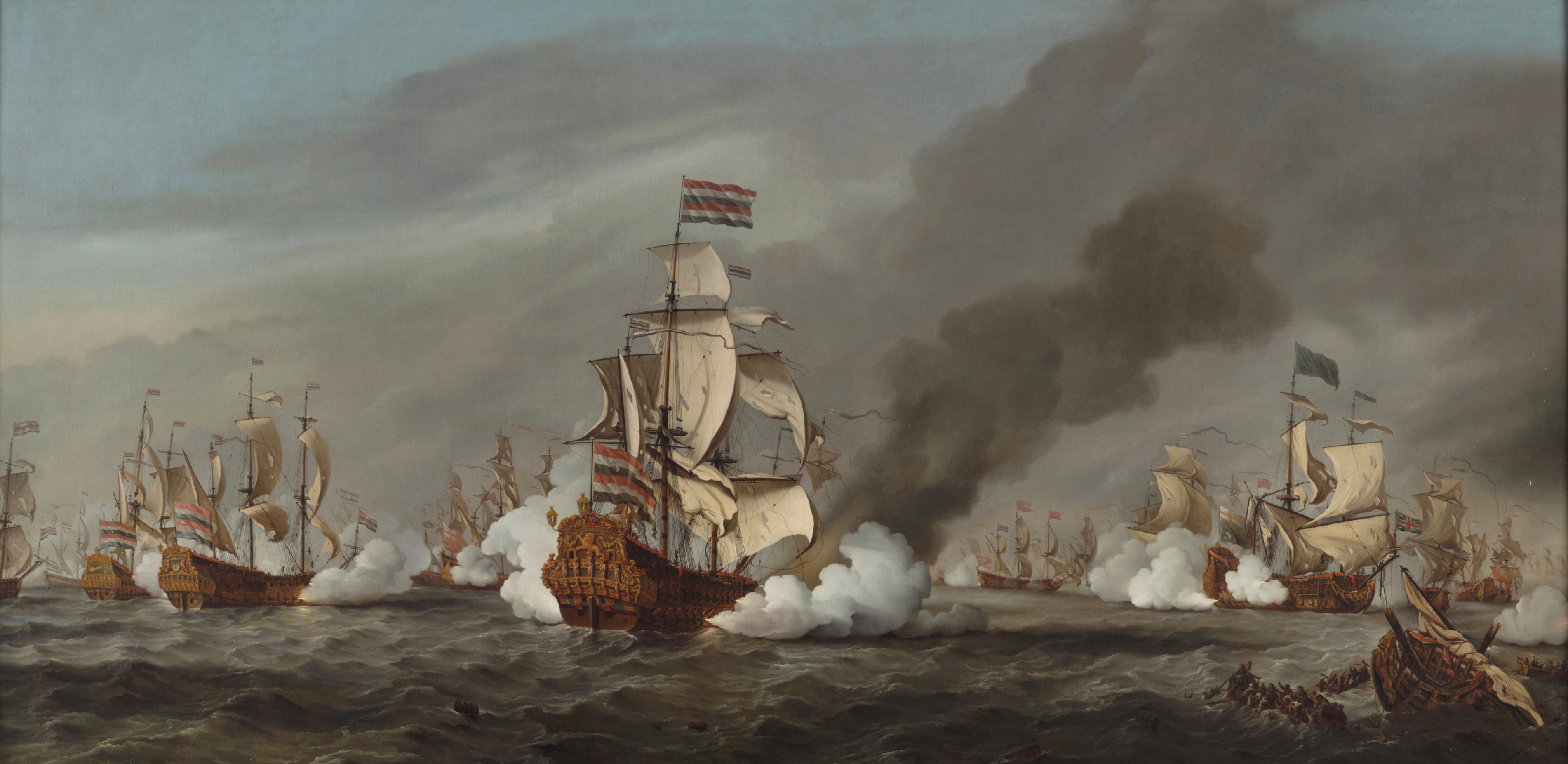
Bataille de Texel, 21 août 1673

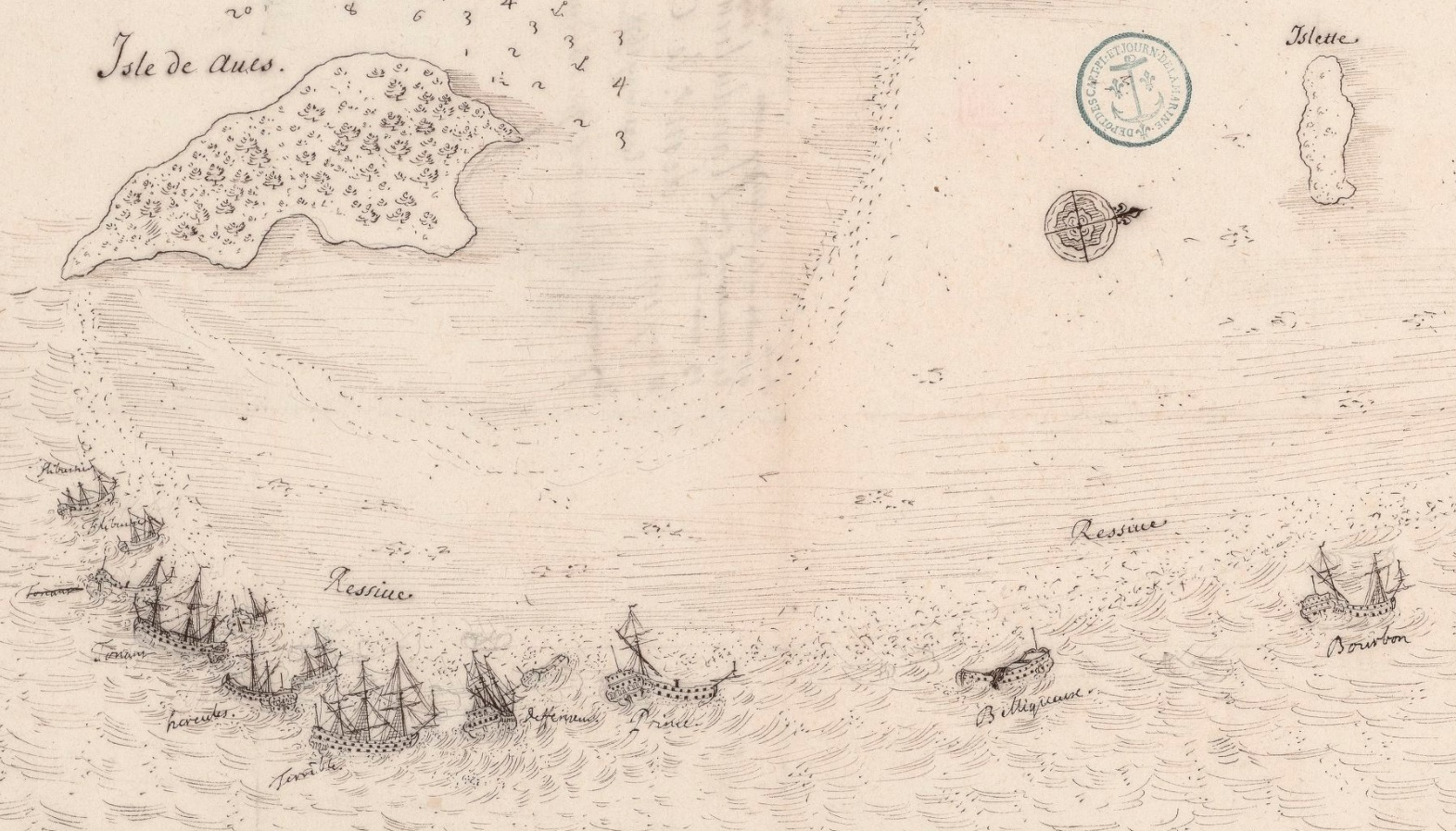
Le naufrage des îles d'Aves, dans lequel Nesmond perd son vaisseaux, le Belliqueux.

Pendant la guerre de Hollande, il est à bord du Conquérant, 70 canons, dans l'armée navale franco-anglaise du duc d'York, division du LG Duquesne à la bataille de Solebay le 7 juin 1672. Il est capitaine en second du vaisseau Le Conquérant aux deux combats de Schooneveld les 7 et 14 juin 1673, au cours desquels le capitaine de vaisseau Tivas est tué le 7 juin. Il continue le combat et reçoit en récompense le 15 juin 1673 le commandement du vaisseau Le Vaillant avec lequel il prend part à la bataille de Texel, le 21 août 1673.
En 1674 et 1675, il commande L'Actif. Le 1er février 1675, en compagnie Bon (marquis de Châteaurenault), de L'Eclair et du Fanfaron, il combat pendant trois heures et défait l'amiral hollandais Ruyter « le Jeune » près du cap Lizard. Il contraint ce dernier à fuir vers Plymouth pour réparer. Cette action lui vaudra d'être cité dans La Gazette de France. En 1677 et 1678, il commande Le Belliqueux, 60 canons, à la reprise de Cayenne, au Cap-Vert, à la bataille de Tabago dans les Caraïbes le 3 mars 1677, sous les ordres du comte d'Estrées, lorsqu'il s'échoue dans l'archipel des îles d'Aves. Une large partie de l'escadre française (sept vaisseaux de ligne, trois frégates et sept navires auxiliaires) se perdent sur les récifs. D'Estrées ayant refusé, avec obstination, de suivre les conseils des officiers et pilotes locaux qui connaissaient la configuration et les dangers de ces eaux.
Nesmond commandera encore pas moins de cinq vaisseaux jusqu'en 1685 : Le Fendant en 1677 sur le retour des Antilles, Le Joli en 1678-1679 comme garde-côtes au Ponant, Le Faucon en 1679-1680 parti observer les places-fortes espagnoles dans le golfe du Mexique, La Favorite en 1681 qui sert d'école flottante pour l'instruction des officiers à la manœuvre, L'Hercule en 1682-1683 dans l'escadre du LG marquis de Preuilly (Le Fort) pour faire la chasse aux corsaires sur la côte de Barbarie, et Le Cheval Marin en 1685, intégré dans l'escadre d'Estrées pour le bombardement de Tripoli en juin 1685.
En 1685, après la Paix de Nimègue (1678-1679), il épouse Catherine de Métivier, fille d'un conseiller au Parlement de Bordeaux. De cette union naitra une fille l'année suivante : Marie (1686-1726), qui épouse en 1706, Jean d'Harcourt de Beuvron.

#### Guerre de la Ligue d'Augsbourg

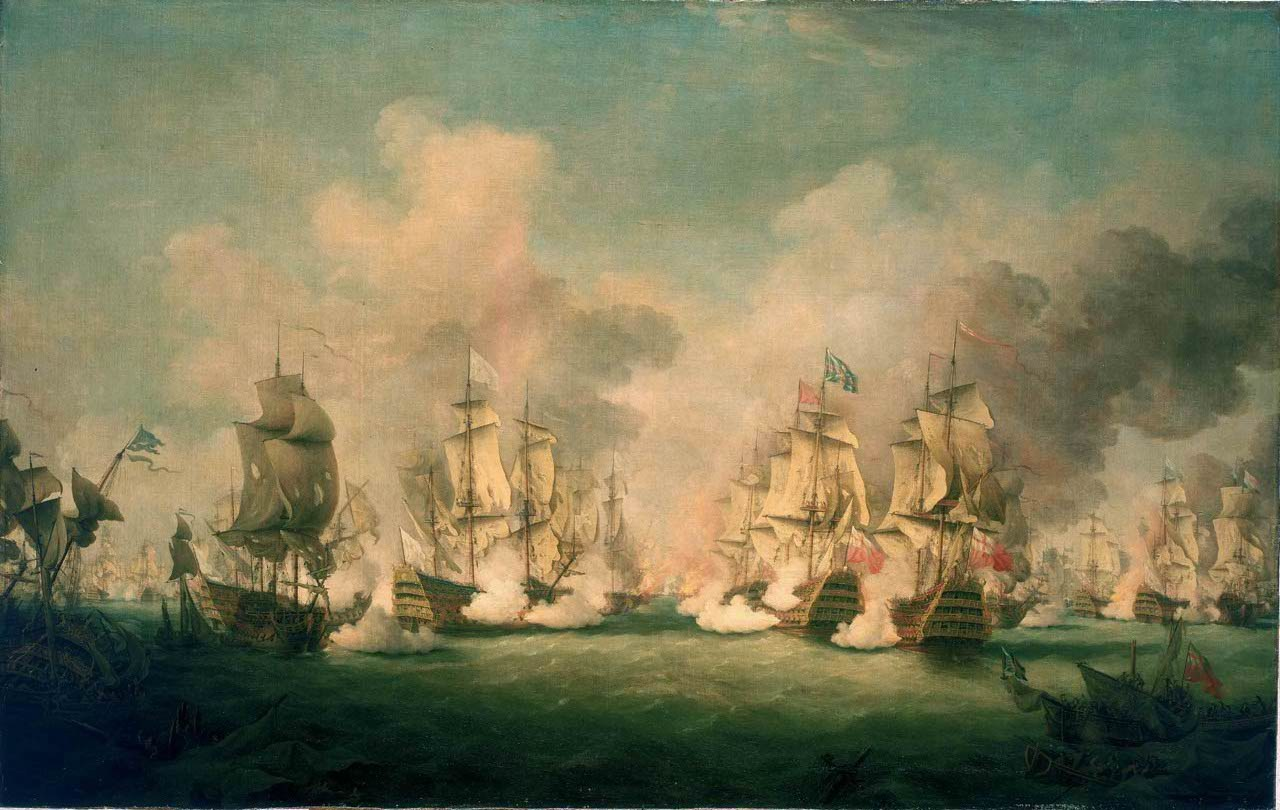
La Bataille de la Hougue en 1692. André de Nesmond y commande une division navale.

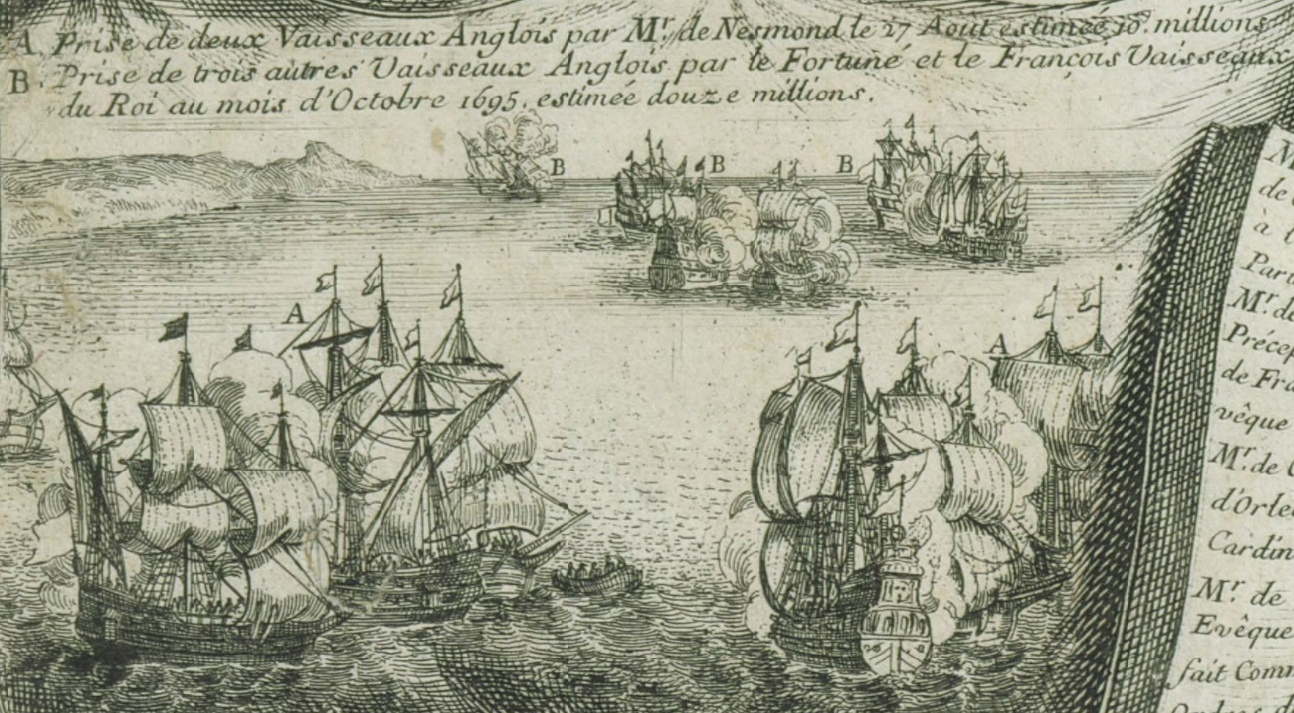
La capture de plusieurs gros navires de commerce en 1695 par André de Nesmond.

Le 6 février 1688, alors que s'annonce la guerre de la Ligue d'Augsbourg, il est promu chef d'escadre de Picardie, à la place de Châteaurenault, promu lui lieutenant général des armées navales. En 1690, à bord du Content, il escorte les troupes françaises envoyées en Irlande, en soutien à Jacques II et prend part à la bataille qui suivit, la bataille de la baie de Bantry, puis à la prise d'un vaisseau hollandais et à la descente de Teignmouth, en Angleterre. Nesmond embarque alors à son bord un parent éloigné, Joseph de Nesmond de Brie (1675-1751) qui fera ses débuts sous ses ordres et à qui il servira de protecteur jusqu'à sa mort.
L'année suivante, il participe à la bataille du cap Béveziers, le 10 juillet 1690, en tant que capitaine du Souverain. Du 25 juin au 14 août 1691, il participe à la « campagne du Large » sous les ordres de Tourville, pendant cinquante jours la flotte française échappe à la flotte anglaise de l'amiral Russell, d'abord en Manche puis dans l'océan Atlantique.
Il se distingue à la bataille de la Hougue, le 29 mai 1692, sous les ordres du vice-amiral de Tourville. À bord du vaisseau le Monarque, il commande une division navale, avec laquelle il parvient à maintenir à distance l'avant-garde hollandaise jusqu'à la fin du combat. Malgré la défaite française, il parvient à sauver une partie de sa division et conduit ses deux vaisseaux Le Monarque et L'Aimable, à travers la Manche et en direction du nord de l'Angleterre.
Il est promu lieutenant général des armées navales à Toulon, le 1er janvier 1693 et chevalier de Saint-Louis à la création de l'ordre, en mai 1693. C'est à cette époque que le « marquis de Nesmond » se fait une réputation de formidable raider, capturant un nombre important de vaisseaux, remplis de marchandises précieuses. Au cours de la bataille de Lagos au large du Portugal en 1693, il capture deux bâtiments de guerre hollandais et plusieurs navires marchands appartenant à un convoi venu de Smyrne.
En 1695, il navigue à bord de L'Excellent, armé par Vauban en navire de course. Le 26 avril 1695, près de Sorlingues, en compagnie de quatre navires corsaires malouins (dont un commandé par Duguay-Trouin), il capture le vaisseau anglais HMS Esperance, 72 canons puis. Le 17 août, il coule un vaisseau d'escorte et prend deux navires marchands de la Compagnie des Indes orientales. En 1696, à bord du Sceptre, il réalise ses deux plus belles prises, à savoir deux navires marchands anglais revenant des Indes, remplis de porcelaines des Indes, de diamants, de laque, de soieries, de poivre et d'opium. La marchandise (diamant exclus) sera revendue pour 3 150 000 livres au financier protestant Samuel Bernard. En outre, de Nesmond s'empare de 1 500 000 livres, 240 canons et 716 hommes. Le roi fera graver une médaille avec la mention « Trésors des Indes enlevés aux ennemis ». Au printemps 1696, à la tête d'une escadre composée des vaisseaux le Fougueux, le Fort et le Téméraire, il capture au large du cap Finisterre une flotte composée d'un navire d'escorte et de huit navires marchands en provenance d'Ostende.
En 1697, il commande une escadre composée de dix vaisseaux, deux brûlots et une galiote envoyée protéger Terre-Neuve en Nouvelle-France, et ravager Boston et New York et les établissements de la Nouvelle-Angleterre en Amérique du Nord. Parti de France, le 15 mai 1697, il n'arrive à Plaisance que le 26 juillet et faute de vent, il ne peut attaquer Boston. Il se porte alors devant Saint-Jean de Terre-Neuve ou il affronte une escadre de l'amiral Norris. Il rentre en France, le 30 septembre 1697 avec trois prises anglaises. Le marquis de Nesmond enlève encore aux Anglais trois vaisseaux richement chargés, au mois de mai 1698.
En 1700, de Nesmond est fait commandeur de l'ordre royal et militaire de Saint-Louis et le roi lui accorde une pension de 3 000 livres par an. Il reçoit le commandement du Sceptre et part croiser au large de Cadix et de la Tunisie.

#### Guerre de Succession d'Espagne
Au début de la guerre de Succession d'Espagne, il est envoyé par le marquis de Châteaurenault dans les Caraïbes pour protéger et rapporter les galions espagnols, mais il tombe malade et décède le 11 juin 1702 à bord de la Ferme dans le port de La Havane, à Cuba.
Ses biens vont à sa fille Mme d'Harcourt de Beuvron, belle-sœur du duc d'Harcourt, maréchal de France.

## Distinctions
- Commandeur de l'Ordre royal et militaire de Saint-Louis

## Mariage et descendance
André de Nesmond épouse Catherine Metiviet. De cette union naît une fille :
- Marie Louis Catherine de Nesmond. Elle épouse en 1705 Louis-François d'Harcourt (1677-1714), comte de Sézanne.

## Jugement et postérité
L'historien de la marine Michel Vergé-Franceschi écrit : 

« Les Nesmond, robins bordelais, ont ainsi donné à la Marine royale deux officiers généraux, l'un sous Louis XIV et l'autre sous Louis XV, illustrés tous deux dans la guerre d'escadre comme dans la guerre de course. Or il y a assez peu de Bordelais au service de la Marine de guerre pour que ceux-ci ne soient point tout à fait oubliés. Le nom de Nesmond à la fin du XVIIIe siècle était encore regardé en Cour comme “un nom en recommandation dans la Marine. »

### Sources et bibliographie
- Silvia Marzagalli, Bordeaux et la marine de guerre : XVIIe – XXe siècle, Presses universitaires de Bordeaux, 2002 (lire en ligne)
- Michel Vergé-Franceschi, Les Officiers généraux de la marine royale (1715-1774) : origines, conditions, services, vol. 3, Librairie de l'Inde, 1990, p. 1254 et suiv.
- Michel Vergé-Franceschi, La société française au XVIIe siècle : tradition, innovation, ouverture, Paris, Fayard, 2006, 463 p. (ISBN 978-2-213-63129-5)
- Michel Vergé-Franceschi (dir.), Dictionnaire d'histoire maritime, Paris, éditions Robert Laffont, coll. « Bouquins », 2002, 1508 p. (ISBN 978-2-221-08751-0 et 2-221-09744-0, BNF 38825325)
- Rémi Monaque, Une histoire de la marine de guerre française, Paris, éditions Perrin, 2016, 526 p. (ISBN 978-2-262-03715-4)
- Étienne Taillemite, Dictionnaire des marins français, Paris, éditions Tallandier, 2002, 573 p. (ISBN 978-2-84734-008-2)Nouvelle édition revue et augmentée
- Charles de La Roncière, Histoire de la Marine française : la Guerre de Trente Ans, Colbert, t. 5, Paris, Plon, 1920, 822 p. (lire en ligne)
- Charles de La Roncière, Histoire de la Marine française : la crépuscule du Grand règne, l’apogée de la Guerre de Course, t. 6, Paris, Plon, 1932, 674 p. (lire en ligne)
- M. d'Aspect, Histoire de l'Ordre royal et militaire de Saint-Louis, vol. 3, Paris, chez la veuve Duchesne, 1780 (lire en ligne), p. 181
- Jean-Michel Roche, Commandants, états-majors et activité des bâtiments de la marine française, t. Tome 1 - 1661-1689, autoédition, 2019 (lire en ligne)